# よいとまけ
よいとまけ（英: Yoitomake）は、北海道苫小牧市の銘菓。製造元は三星（みつぼし）。

## 特徴
苫小牧市に所在する王子製紙工場に運び込まれる製紙原料の丸太をモチーフとしたロールケーキ（ロールカステラ）である。カステラの内側に、苫小牧を象徴する果物であるハスカップのジャムを塗って巻き上げ、最後に外側もハスカップジャムを塗り樹皮をっ表現、グラニュー糖をまぶしてオブラートを巻いている。商品名は丸太の積み下ろしでの労働者の掛け声「よいとぉ、まいたぁ（よいっと巻け）」から名付けられた。
「よいとまけ」は派生商品も含めると2024年（令和6年）時点で年間約80万本を製造し、このうち一般的なハスカップ味の1本物（ロールケーキ1本を7等分に切れ目を入れた状態で箱に入れたもの）は年間約50万本を出荷している。

## 歴史
苫小牧市の菓子製造会社、小林三星堂（現在の三星の前身）の創業家3代目であった小林正俊は、「苫小牧への気持ちを作品にしたい」との思いから1953年（昭和28年）に「よいとまけ」を考案した。
ハスカップの果実は初夏の限られた季節にしか採取できないことや、当初手作業でロールケーキを巻いていたこともあって、販売初期は季節商品であったが、1969年（昭和44年）頃には採取したハスカップを冷凍して保存することで、通年販売を開始している。
以降苫小牧銘菓として定着し、現在までに消費者の嗜好に合わせてグラニュー糖をかける量を控えるなどのマイナーチェンジは行われているものの、基本的な構造は変わっていない。ただし、当初は丸々1本のまま売られていたものは切る際にオブラートを巻き込んで切り分けが難しいという声が長年あったため、2009年（平成21年）11月に、工場に超音波カッターを導入したことにより、あらかじめ7等分に切られた形での販売がスタートした。翌年には切られていない1本丸々の形は定期的な販売を終了して、リバイバル販売のみとなっている。2018年（平成30年）11月には7等分した1切れのみを個包装とした「よいとまけ　ひと切れ」も登場している。
発売初期の昭和30年代ごろは苫小牧郊外に広がる勇払原野にハスカップが多く自生していたことから、当初はジャムの原料に野生ハスカップの果実が用いられていた。野生ハスカップ果実は、地域住民の小遣い稼ぎとして原野で摘まれ、それを三星が買い取ることで調達していた。昭和40年代後半以降は苫小牧東部大規模工業基地開発基本計画に伴う自生域の開発・縮小に伴い野生ハスカップ果実は調達困難となったことから、1975年（昭和50年）ごろから美唄市の北海道立林業試験場（現：北海道立総合研究機構〔道総研〕森林研究本部林業試験場 以下、道林試）の協力を得て、勇払原野の野生種から苗木を作り、1977年（昭和52年）に美唄市内で栽培を始め、現在は美唄市農業協同組合などから栽培物のハスカップを調達している。しかしハスカップの健康効果に注目が集まったことでハスカップの原料供給が追いつかないことがあり、ハスカップが不作となった2015年（平成27年）8月には初の姉妹商品としてジャムをいちごジャムとした「よいとまけ　いちご」が登場（のちに春限定の定番商品化）、その後2022年（令和2年）にりんご味（秋限定商品）、2023年（令和3年）にレモン味（夏限定商品）も登場している。2025年（令和7年）3月にも直近数年間のハスカップ不作を受けて、伊達市大滝区産のアロニアとハスカップを混ぜたジャムを使用した「よいとまけ　アロニア」（通年販売を予定）を投入している。

## 販売
全道各地の三星の売店のほか、道内おみやげ店やインターネット通販でも購入できる。

## 逸話

### 「日本一食べづらいお菓子」
「よいとまけ」はジャムを表面に塗ったその構造から、発売当初より「食べるときに手がベタつく」などの注文が多くつき、加えてかつては前述のように1本丸々の形で販売されていたため、切り分ける際に包丁がオブラートを巻き込み、ジャムが刃に付着するため、切り分けることも難しいお菓子であった。
2006年（平成18年）にはテレビ番組で「日本一食べづらいお菓子」と紹介されたことが契機となり、現在ではこれを逆手に取って三星自身が「日本一食べづらいお菓子・・・でも、食べると美味しい」をキャッチコピーとしている。
なお、「よいとまけ」が食べにくいことについて正俊は、「そんなことおっしゃらずに、よぉくこの形と色を見てください。力強さがあって、しかも美しいでしょう。多少指が汚れたって舐めてしまえばいいんです。この町を思いながら、もう一度食べてください。お願いします。」「このロールケーキは丸太ん棒、みんなが汗水たらして持ち上げていた丸太です。そう、この苫小牧の象徴なんです。そしてこのお菓子の名前はよいとまけ。つらい労働をしながらこの町を支えてくれている彼らを応援するお菓子なのです。」と語り、現在まで表面にジャムを塗った形が踏襲されている。

### ハスカップにおける伝承
正俊は「よいとまけ」を東京の三越日本橋本店で販売する際に、ハスカップに馴染みのない人々にハスカップを説明・宣伝するためとして、「ハスカップはアイヌの不老長寿の妙薬」という趣旨の話を捏造しており、後年誤った伝承が定着する一因となっている。

## 受賞歴
- 第22回全国菓子大博覧会名誉総裁賞受賞

## コラボレーション
- チロルチョコ：2024年1月に、よいとまけの味を再現したチロルチョコをセブン-イレブン限定で発売した。
- 不二家：2024年1月に、よいとまけの味を再現したカントリーマアムをセブン-イレブン限定で発売した。
- ウマ娘 プリティーダービー：2024年に「よいとまけ ホッコータルマエver.」が発売された[13]。とまこまい観光大使を務める元競走馬ホッコータルマエをモデルとしたウマ娘キャラクターをパッケージにあしらったのみで、商品内容に変更はない。実馬のホッコータルマエはG1級競争10勝目を達成しているが、それを達成した2016年の川崎記念のタイム「2分14秒1」にちなみ、当該商品のJANコードには「02141」の数列が含まれている[14]。その他、ウマ娘公式Xにて投稿されているGI・JpnI競走応援イラストに商品名の明言はないものの「よいとまけ」らしきロールケーキが描かれる[15]、ゲーム内でホッコータルマエが「よいとまけ」の食レポを行う[16]、他のウマ娘の誕生日を祝う際のプレゼントとして言及される[17][18]などしている。